# Комаров, Лев Николаевич
Лев Николаевич Комаров — советский хозяйственный и политический деятель.

## Биография
Родился в 1930 году. Член КПСС.
Окончил среднюю школу.
С 1943 года — на хозяйственной, общественной и политической работе.
В 1943—1947 гг. — слесарь Астраханского трамвайного депо.
В 1947—1950 гг. — слесарь Астраханской судостроительной верфи.
В 1950—1953 гг. — военнослужащий Советской Армии.
В 1953—1990 гг. — слесарь Астраханской судостроительной верфи имени С. М. Кирова.
Депутат Верховного Совета СССР 8-го и 9-го созывов. Делегат XXIV съезда КПСС.
Жил в Астрахани.